# 내일의 뉴스
《내일의 뉴스》(あしたのニュース)는 일본의 후지 TV(CX·FNN) 계열이 제작·방영한 뉴스 정보 프로그램이며, 2015년 종영된 뉴스JAPAN의 후속 프로그램이다.

## 앵커
- 오오시마 유카리

## 방송 시간
- 월, 목요일: 23:30 ~ 23:55
- 금요일: 23:58 ~ 00:18